# Every Girl Should Be Married
Every Girl Should Be Married is een Amerikaanse romantische komedie in zwart-wit uit 1948 onder regie van Don Hartman. De film is in Nederland uitgebracht onder de titel Hoe kom ik aan die man.

## Verhaal
Anabel Sims wil dolgraag trouwen en laat haar oog vallen op kinderdokter Brown. Ondanks haar uitgebreide en gedetailleerde plannen om hem voor zich te winnen, heeft de dokter geen interesse in haar.

## Rolverdeling
| Acteur           | Personage               | Foto |
| ---------------- | ----------------------- | ---- |
| Cary Grant       | Dokter Madison W. Brown |      |
| Betsy Drake      | Anabel Sims             |      |
| Franchot Tone    | Roger Sanford           |      |
| Diana Lynn       | Julie Hudson            |      |
| Alan Mowbray     | Meneer Spitzer          |      |
| Elisabeth Risdon | Mary Nolan              |      |
| Richard Gaines   | Sam McNutt              |      |
| Harry Hayden     | Gogarty                 |      |

## Achtergrond
Grant en Drake hadden al sinds 1947 een relatie met elkaar. Eigenlijk zou actrice Barbara Bel Geddes de rol van Annabel Sims vertolken, maar Grant overtuigde de producenten om Drake te casten, ondanks haar gebrek aan filmervaring. De film werd een financieel succes.